# TCDD Taşımacılık
TCDD Taşımacılık A.Ş. (în  română TCDD Transport) este o companie feroviară deținută de guvern, responsabilă cu operațiunile majorității căilor ferate de călători și mărfuri din Turcia. Compania a fost formată la 14 iunie 2016, ca o companie bazată pe Căile Ferate de Stat Turcești (TCDD), TCDD Taşımacılık a  preluat operațiunile feroviare ale acesteia, în timp ce TCDD a continuat să administreze infrastructura feroviară.  TCDD Taşımacılık și-a început oficial operațiunile la 1 ianuarie 2017.
TCDD Taşımacılık operează trenuri pe o rețea de peste 12.430 de kilometri în 59 din cele 81 de provincii din Turcia.

## Organizare
TCDD Taşımacılık este o companie guvernamentală responsabilă de exploatarea căilor ferate de călători și mărfuri în Turcia, inclusiv centre logistice și feriboturi, utilizând infrastructura deținută și întreținută de Căile Ferate de Stat din Turcia. 

## Operațiuni de pasageri
TCDD Taşımacılık operează servicii feroviare de călători pe cea mai mare parte a rețelei sale. Trenurile de călători deservesc majoritatea orașelor importante din Turcia, deși câteva sunt fără servicii de tren, cum ar fi Bursa și Antalya. TCDD Taşımacılık operează cinci tipuri de căi ferate de călători în rețeaua sa:

Yüksek Hızlı Tren

- De mare viteză (Hızlı Tren): servicii feroviare de mare viteză și serviciul de top TCDD (Yüksek Hızlı Tren), este  primul serviciu feroviar TCDD Taşımacılık.
- Linie principală (Anahat): trenuri interurbane care operează între marile orașe.
- Regional (Bölgesel): trenuri care operează în districtele lor respective, este un serviciu feroviar regional, conectând marile orașe la orașele și satele din jur..
- Navetist (Banliyö): trenuri de navetă, care funcționează în prezent în Ankara și Istanbul.
- Internațional (Uluslararası): Trenuri care operează pe rute internaționale, către Europa

### Calea ferată de mare viteză

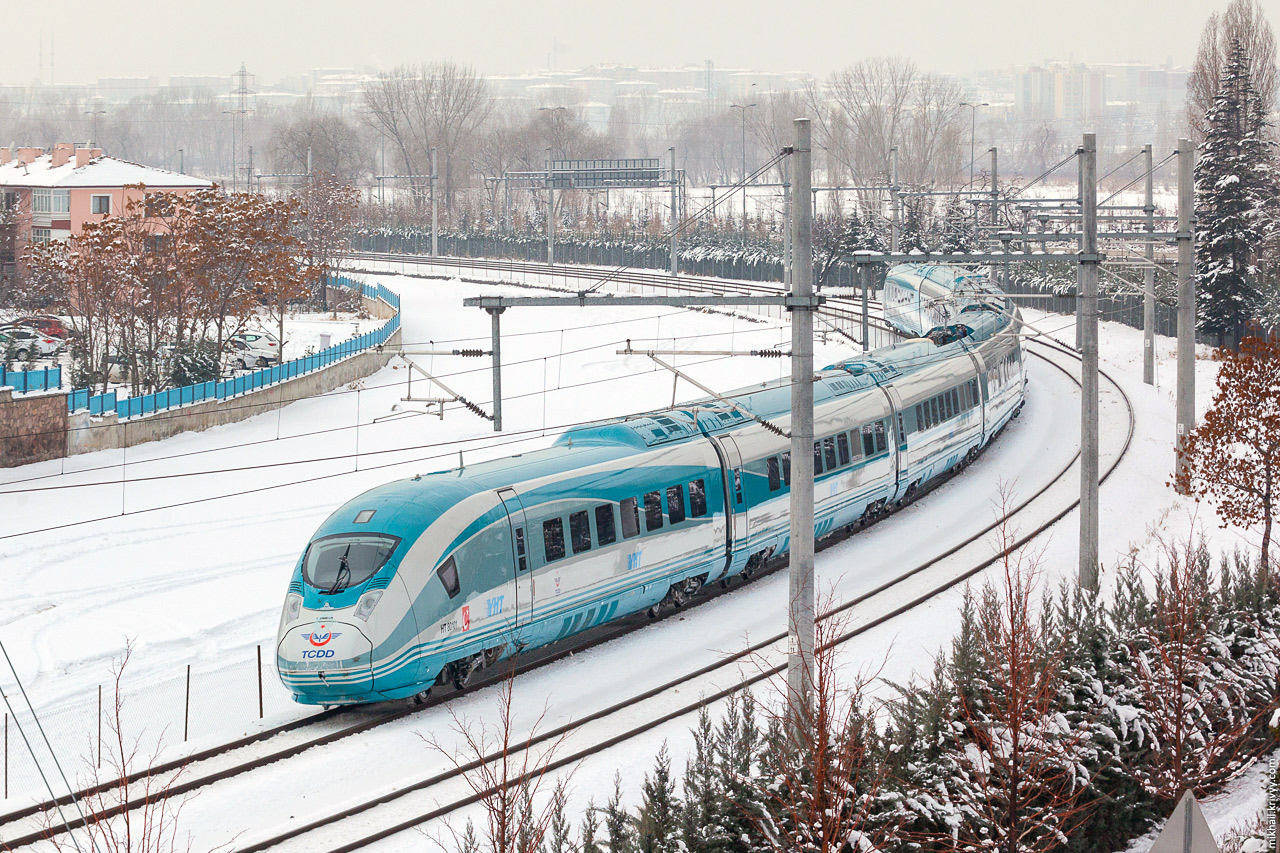
Un tren de mare viteză în Ankara.

Serviciul feroviar de mare viteză este primul serviciu de trenuri TCDD Taşımacılık, care operează în prezent patru rute între Istanbul, Ankara, Eskișehir și Konya de-a lungul căilor ferate de mare viteză Ankara-Istanbul și Polatlı-Konya.  Trenurile de mare viteză au marca Yüksek Hızlı Tren sau YHT și circulă la viteze de până la 300 km/h (190 mph). Se așteaptă ca serviciul de tren YHT să se extindă până la Sivas din 2019,  Afyon din 2020, precum și la Bursa și İzmir la începutul anilor 2020.
Trenurile YHT folosesc stația Ankara ca nod principal, cu o sală exclusivistă și săli de așteptare în clădirea Ankara Tren Garı, construită peste platformele sudice ale stației Ankara.
La 13 martie 2009, prima fază a căii ferate de mare viteză Ankara-Istanbul a intrat în funcțiune între Ankara și Eskișehir. La 25 iulie 2014, serviciile de linie de mare viteză Ankara-Istanbul au început să ajungă în gara Pendik din partea asiatică a Istanbulului,  iar la 13 martie 2019 serviciile au început să ajungă în gara Halkalı din partea europeană a Istanbul, trecând prin tunelul feroviar Marmaray de sub strâmtoarea Bosfor. Au existat inițial 6 plecări zilnice în ambele direcții.  Linia de mare viteză între Ankara și Istanbul a redus timpul de deplasare pe uscat la 3 ore și jumătate, comparativ cu 5 ore cu autoturismul.
La 23 august 2011, a fost inaugurat serviciul YHT pe calea ferată de mare viteză Ankara-Konya.
Calea ferată de mare viteză în Turcia este încă în curs de dezvoltare, cu noi linii în curs de construcție sau în fază de planificare. Până în 2023, Ministerul Transporturilor și Infrastructurii se așteaptă ca sistemul feroviar de mare viteză al Turciei să ajungă la 10.000 de kilometri.
Înainte de apariția TCDD Taşımacılık, trenurile YHT transportau peste 5,89 milioane de pasageri. 

### Căi ferateIntercity

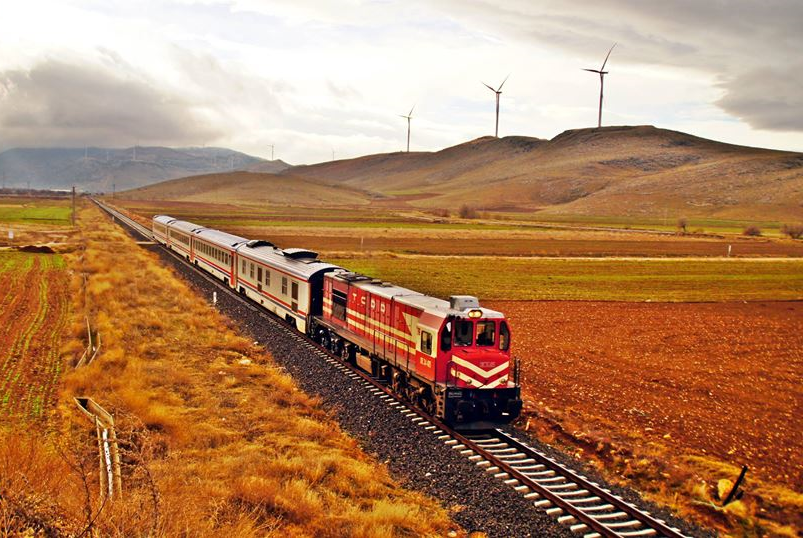
Pamukkale Express rulează prin provincia rurală Afyon.

Căile ferate Intercity (interurbane) din Turcia sunt cunoscute sub numele de serviciu de linie principală (în turcă Anahat). Trenurile de linie principală operează între marile orașe, adesea ca trenuri de noapte și au staționări limitate. Trenurile principale ating, de asemenea, viteze mai mari decât trenurile regionale și de navetă, atunci când ruta o permite. Trenurile interurbane au fost operate cel mai mult pe distanța dintre Istanbul și Ankara și au atins viteze de până la 140 km/h (87 mph) în anumite secțiuni. Expresul Capitalei, Expresul Anatoliei și Expresul Republicii au fost câteva trenuri principale remarcabile care au circulat pe coridorul feroviar Istanbul-Ankara. După ce calea ferată de mare viteză Istanbul-Ankara a fost finalizată în 2014, toate serviciile feroviare principale între cele două orașe au fost înlocuite cu servicii feroviare de mare viteză.
Trenurile principale sunt de obicei echipate vagoane TVS2000 cu aer condiționat. Cele de noapte sunt formate din vagoane de dormit și vagoane restaurant în timp ce unele trenuri au, de asemenea, vagoane cușetă, în plus față de cele de dormit.
În ultimul an înainte ca TCDD Taşımacılık să preia operațiunile, trenurile principale transportau peste 1,3 milioane de pasageri. 

### Calea ferată regională

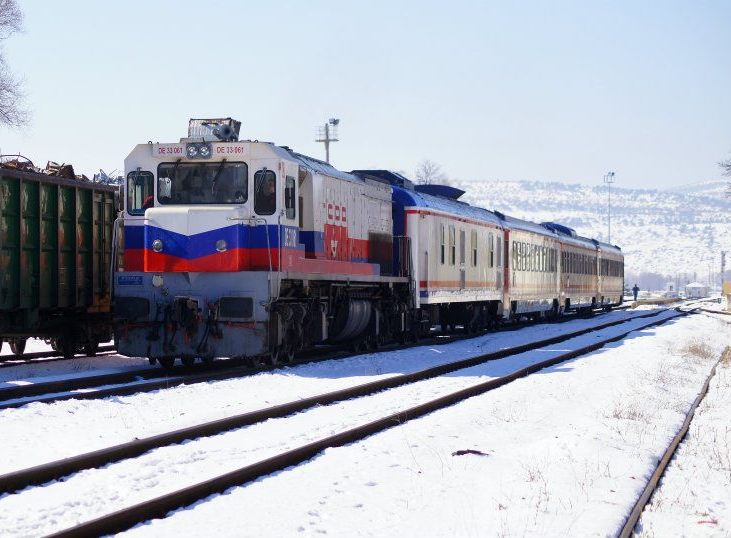
Un tren regional legat de Afyon de la Eskișehir în gara Alayunt.

Calea ferată regională (în turcă Bölgesel treni) serviciul conectează marile orașe cu orașele și satele învecinate, precum și cu alte orașe. Aceste trenuri sunt de obicei cele mai lente din întregul sistem TCDD Taşımacılık, cu opriri frecvente de-a lungul traseului. Unele trenuri, cum ar fi Expresul Ada, operează totuși la viteze mai mari, similare cu trenurile principale. Toate serviciile feroviare regionale funcționează în districtele respective, folosind un oraș ca centru.
Cel mai frecvent serviciu feroviar regional din Turcia este între Adana și Mersin, cu 27 de trenuri zilnice în fiecare direcție. A doua rută cea mai frecventă este între İzmir și Torbalı, cu 18 trenuri zilnice în fiecare direcție.
Trenurile regionale pot avea locomotive sau pot fi formate din garnituri de unități multiple diesel sau electrice (DMU sau EMU) sau chiar automotoare diesel. Trenurile cu locomotive sunt formate din vagoane TVS200 sau Pullman. Unitățile diesel multiple (DMU) DM15000 și DM30000 sunt standard, de-a lungul mai multor trasee, mai ales la sud de Izmir.  
În ultimul an înainte ca TCDD Taşımacılık să preia operațiunile, trenurile regionale transportau peste 13,5 milioane de pasageri. 

### Calea ferată de navetă

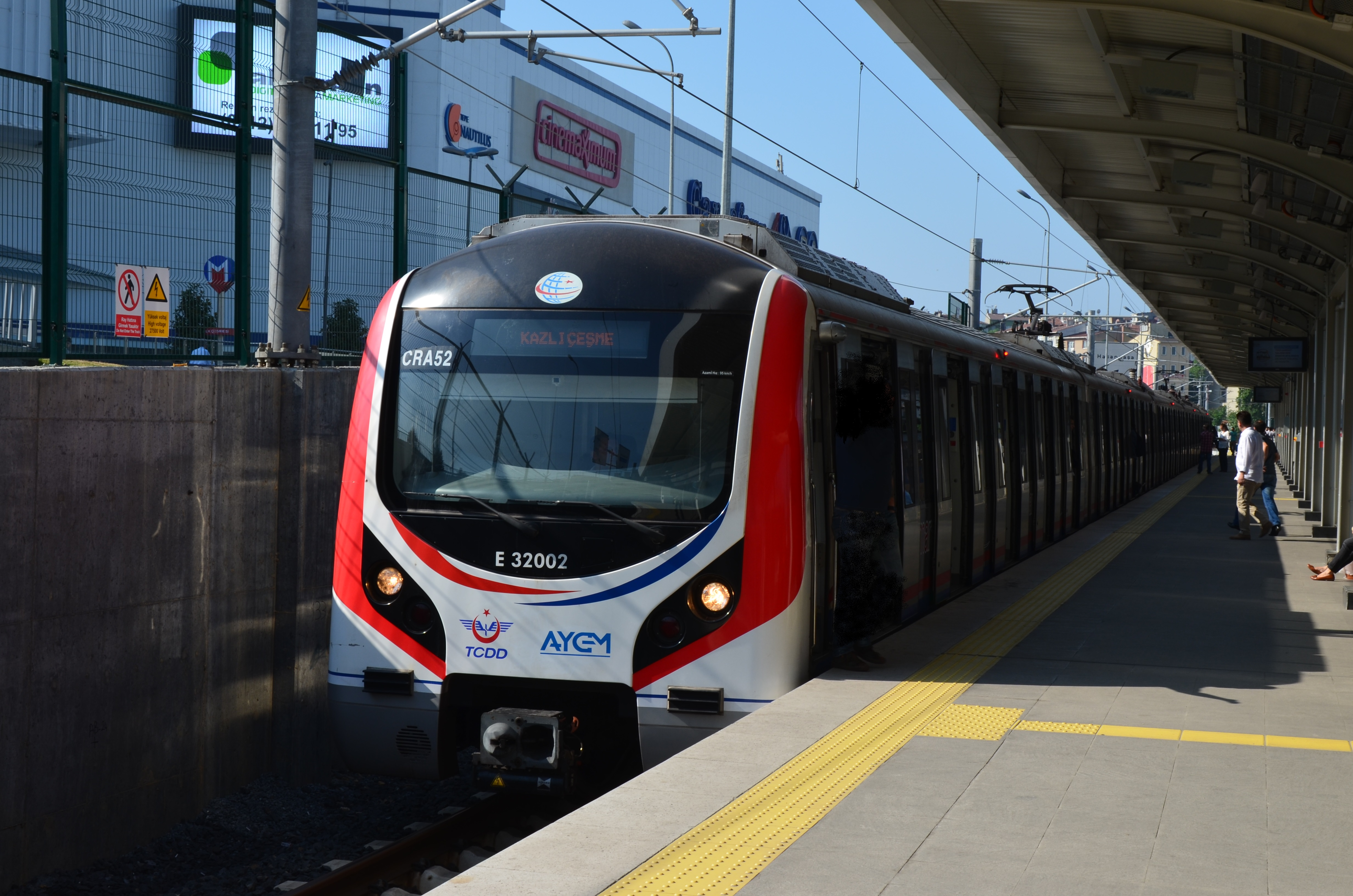
Un tren Marmaray în gara Ayrılık Çeșmesi.

Serviciul feroviar de navetă este furnizat în prezent în Istanbul și Ankara, cu o nouă rețea în construcție la Gaziantep. Magistrala Marmaray din Istanbul asigură un serviciu feroviar de navetă pe sub Bosfor între Ayrılık Çeșmesi din Kadıköy și Kazlıçeșme din Fatih, cu o lungime de 76,6 kilometri,  rețeaua a fost inaugurată la 12 martie 2019. Trenurile circulă între Halkalı în Küçükçekmece și Gebze în provincia vecină Kocaeli.
Magistrala Bașkentray din Ankara asigură un serviciu feroviar de navetă de-a lungul unei axe est-vest între Sincan și Kayaș, cu stația Ankara ca nod.
Toate serviciile feroviare de navetă funcționează în sistem ROW similar cu unele sisteme S-Bahn din Germania și sunt complet integrate cu rețeaua de transport a orașelor respective. Singura cale ferată de navetă din Turcia care nu este operată de TCDD Taşımacılık este İZBAN, care operează calea ferată de navetă pe două linii din zona metropolitană İzmir.

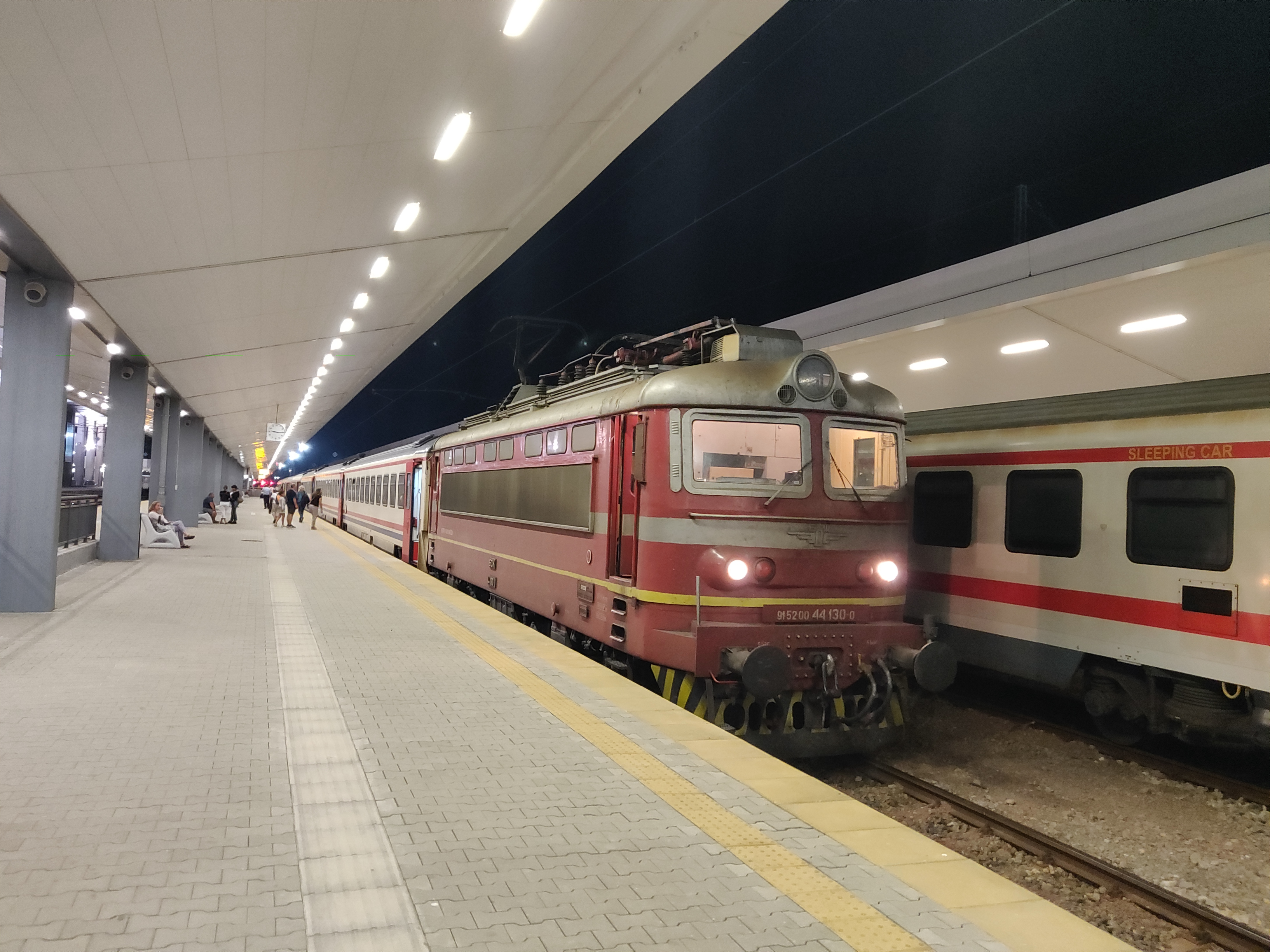
Istanbul-Sofia Express așteaptă să plece de la Sofia.

În timp ce TCDD a operat mai multe trenuri internaționale către Europa și Orientul Mijlociu, majoritatea acestor trenuri au fost anulate din cauza izbucnirii războiului în Siria și Irak și a crizei economice din Grecia. În prezent, TCDD Taşımacılık operează două trenuri internaționale de la Istanbul la Sofia în Bulgaria și la București în România. Aceste două rute pornesc din gara Halkalı ca un singur tren și mai târziu sunt împărțite în Bulgaria. Odată ce reabilitarea căii ferate la est de Halkalı a fost finalizat la sfârșitul anului 2018, serviciul internațional de tren va fi reluat de la fostul lor terminal, stația Sirkeci. Un acord între Grecia și Turcia pentru recircularea trenului Istanbul-Salonic, anulat în 2011, a fost semnat în martie 2016, dar nu s-au făcut progrese de atunci și încă nu este clar dacă trenul își va relua sau nu serviciul.
Un nou serviciu internațional de călători de la Kars la Baku, Azerbaidjan, era de așteptat să înceapă în iunie 2018 pe calea ferată Baku-Tbilisi – Kars recent finalizată. Un astfel de tren ar fi primul serviciu de pasageri din Turcia spre Caucaz. 
Datorită situației volatile din Siria și Irak, toate serviciile internaționale de tren către Orientul Mijlociu sunt suspendate pe termen nelimitat.

## Operațiuni de transport

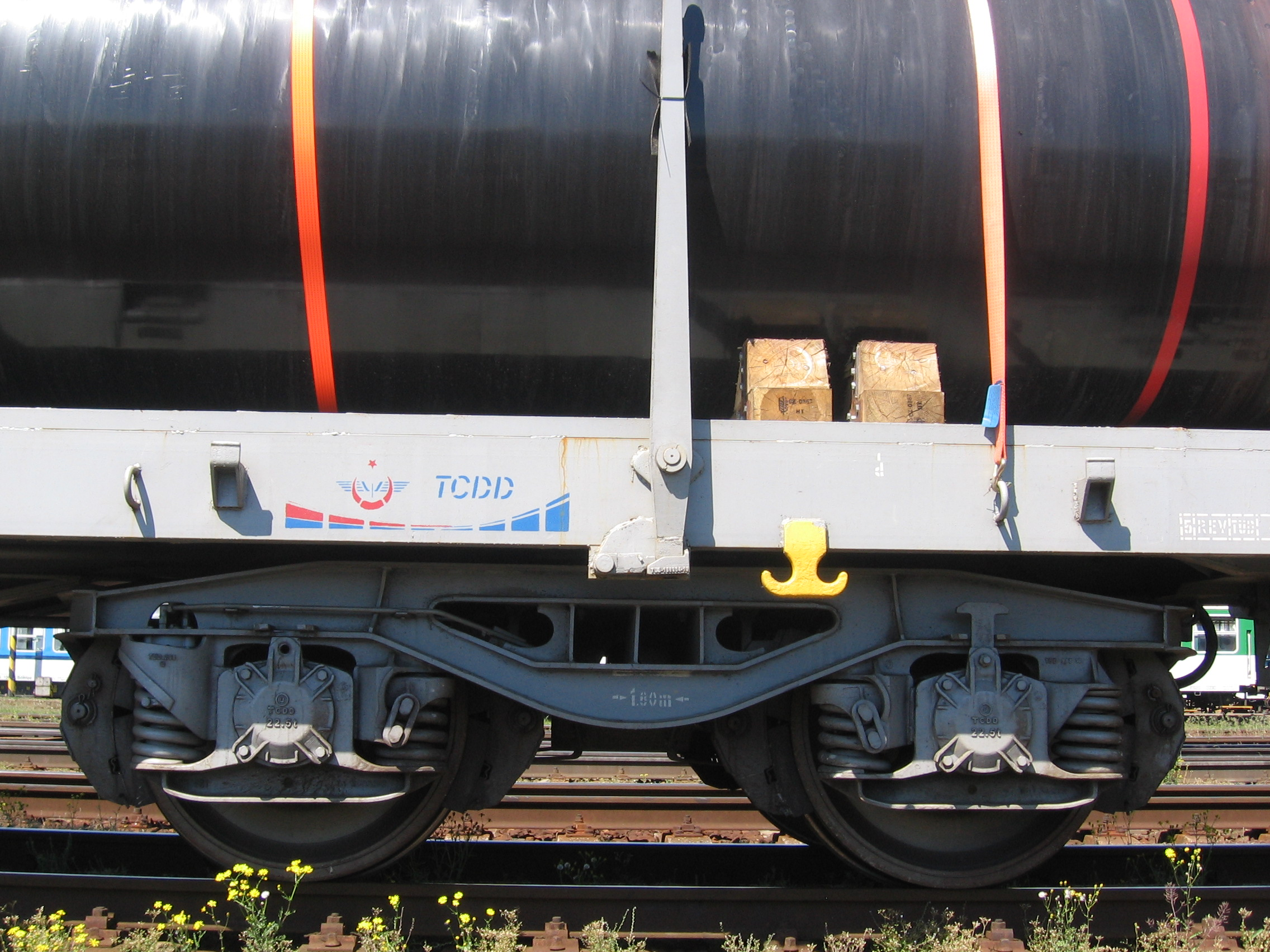
Un vagon de marfă al companiei

Din 1980 încoace, transportul feroviar în tone-kilometru operat de TCDD a crescut ușor de la ~ 5000 milioane tone-km în 1980 la ~ 7000 milioane tone-km în 1990 și la ~ 9000 milioane tone-km în 2000. Aproximativ 50% din mărfurile transportate sunt minerale sau minereuri, materialele de construcție crescând până la ~ 10% în 2000 de la mai puțin de 5% în 1980, sectoarele alimentar / agricol, chimic / petrolier și metalic reprezintă fiecare între 5 și 10%. Transportul internațional de mărfuri a reprezentat aproximativ 5% din totalul mărfurilor în 2000.
În 2012, 25,7 de milioane de tone au fost transportate pe calea ferată în Turcia. Două companii siderurgice, Erdemir și Kardemir, principalii clienți ai TCDD, au transportat 4,5 milioane de tone în 2012, în principal minereu de fier și cărbune. 2,1 milioane de tone de marfă feroviară aparțin traficului internațional. Cea mai mare parte a traficului internațional între Turcia și Europa se face prin Kapikule și folosește în principal trenuri cu containere. 
În 2016, cantitatea de mărfuri transportate pe calea ferată a fost stabilă (25,8 milioane tone) din care 7,1 milioane tone transportate cu vagoane private (numai pentru uz casnic). Transportul internațional este, de asemenea, stabil din 2013 (1,8 milioane  tone).
Containerele sunt utilizate pe scară largă atât în transportul internațional, cât și în cel intern. 7,6 milioane de tone au fost transportate cu containere. TCDD sprijină astfel transportul prin containere. Prin urmare, aproape toate companiile feroviare private au investit în vagoane cu containere și transportă 20% din totalul mărfurilor feroviare cu propriile vagoane.
TCDD are planuri de a-și consolida traficul de mărfuri cu construcția a 4000 km de linii convenționale până în 2023. Acest lucru include noi legături feroviare internaționale către Georgia, Irak și Iran. Acest lucru va fi completat cu construirea a 18 centre logistice pentru a crește raportul de mărfuri interne transportate pe calea ferată. Compania intenționează, de asemenea, să-și mărească traficul de tranzit internațional (mai puțin de 7000 de tone în 2016) prin construirea unui așa zis „drum al mătăsii de fier” care va face legătura între Europa și Asia și astfel va deveni în parte una dintre cele mai mari rute de trafic de marfă din lume. Marmaray și podul YSS sunt cele mai importante părți ale acestui proiect care au fost finalizate în 2015 și respectiv 2016. Un alt proiect cheie este calea ferată Kars – Tbilisi – Baku, care a fost planificată să fie finalizată în 2016 și să funcționeze din 2017. De asemenea, au fost finalizate planurile pentru un alt proiect, calea ferată Kars-Igdir-Nahcivean. 

## Flota
TCDD Taşımacılık și-a achiziționat întreaga flotă de la Căile Ferate de Stat Turce la 28 decembrie 2016, când a fost semnată predarea de material rulant și de operațiuni între cele două organizații. În total, TCDD Taşımacılık are un parc feroviar de 125 de locomotive electrice, 543 de locomotive diesel, 19 trenuri de mare viteză, 49 EMU (unități multiple electrice), 64 DMU (unități multiple Diesel), 872 vagoane de pasageri și 19.870 vagoane de marfă. 

### Locomotive
| Model                 | Imagine          | Serie            | Construite în    | Cantitate        | Tip              | Putere            | Constructor (Proiectant)              | Note |
| Linia principală      | Linia principală | Linia principală | Linia principală | Linia principală | Linia principală | Linia principală  | Linia principală                      | Linia principală |
| --------------------- | ---------------- | ---------------- | ---------------- | ---------------- | ---------------- | ----------------- | ------------------------------------- | --- |
| DE24000               |                  | 24001-24418      | 1970–1984        | 418              | Diesel Electric  | 2360 hp (1760 kW) | TÜLOMSAȘ (MTE)                        | Comandate pentru motorizarea completă a flotei sale de către TCDD                                                            |
| DE18100               |                  | 18101-18120      | 1978             | 20               | Diesel Electric  | 1800 hp (1320 kW) | Matériel de Traction Electrique (MTE) | Comandate pentru a fi folosite în Districtul 3                                                                               |
| DE22000               |                  | 22001-22086      | 1985–1989        | 86               | Diesel Electric  | 2200 hp (1620 kW) | TÜLOMSAȘ (Electro-Motive Division)    | |
| E43000                |                  | 43001-43045      | 1987             | 45               | Electric         | 4260 hp (3180 kW) | TÜLOMSAȘ (Toshiba)                    | |
| DE33000               |                  | 33001-33089      | 2003–2004        | 89               | Diesel Electric  | 3300 hp (2463 kW) | TÜLOMSAȘ (Electro-Motive Diesel)      | Model bazat pe DE22000 |
| E68000                |                  | 68001-68080      | 2013–            | 80               | Electric         | 6800 hp (5000 kW) | Hyundai Rotem, TÜLOMSAȘ               | Primele 8 construite de Hyundai Rotem, următoare 72 de TÜLOMSAȘ                                                              |
| DE36000               |                  | 36001-36020      | 2013–            | 20               | Diesel Electric  | 3600 hp (2680 kW) | TÜLOMSAȘ (General Electric)           | Model GE PowerHaul |
| Locomotive de manevră |                  |                  |                  |                  |                  |                   |                                       | |
| HSL700                |                  | TBA              | 2018             | 80               | Electro-Diesel   | 710 hp (522 kW)   | TÜLOMSAȘ                              | Based on E1000 electronics (in turn, DE 11 000)                                                                              |
| DE11000               |                  | 11001-11085      | 1985             | 85               | Diesel Electric  | 1065 hp (780 kW)  | Krauss-Maffei, TÜLOMSAȘ               | Primele 20 construite de Krauss-Maffei, ulterior 60 de TÜLOMSAȘ                                                              |
| DH7000                |                  | 7001–7020        | 1994             | 20               | Diesel Hidraulic | 710 hp (522 kW)   | TÜLOMSAȘ                              | |
| DH9500                |                  | 9501–9526        | 1999             | 26               | Diesel Hidraulic | 950 hp (700 kW)   | TÜLOMSAȘ                              | Diesel-hidraulic reproiectat de TCDD DE11000 să funcționeze cu piesele de schimb ale motoarele de tracțiune ale TCDD DE11000 |
| E1000                 |                  | 1000             | 2015–            | 1                | Electric         | 1360 hp (1000 kW) | TÜBİTAK MAM, TÜLOMSAȘ                 | Prototip, folosit în principal pentru operațiuni de manevră (adaptare numai electrică a TCDD DE11000)                        |

### Garnituri de vagoane
| Model   | Imagine | Serie               | Construite în | Cantitate | Tip | Putere  | Constructor (Proiectant) | Note                                        |
| ------- | ------- | ------------------- | ------------- | --------- | --- | ------- | ------------------------ | ------------------------------------------- |
| MT15000 |         | 15001-15012         | 2008          | 12        | DMU | 650 kW  | Hyundai Rotem            | Folosit pentru servicii regionale           |
| HT65000 |         | 65001-65012         | 2007-2010     | 12        | EMU | 4800 kW | CAF                      | Garnituri de trenuri TCDD de mare viteză    |
| E23000  |         | 23001-23033         | 2009–????     | 33        | EMU |         | EUROTEM                  | Trenuri de navetă de la Ankara (Bașkentray) |
| MT30000 |         | 15401-15452         | 2011–         | 14        | DMU | 650 kW  | TÜVASAȘ                  | Folosit pentru servicii regionale           |
| E32000  |         | 32001-32054         | 2011–????     | 88        | EMU |         | EUROTEM                  | Trenuri de navetă de la Istanbul (Marmaray) |
| HT80000 |         | 80001 & 80101-80106 | 2013–2021     | 19        | EMU | 8000 kW | Siemens                  | Garnituri de trenuri TCDD de mare viteză    |

### Automotoare
| Model  | Imagine | Serie     | Construite în | Cantitate | Tip       | Putere | Constructor (Proiectant) | Note                              |
| ------ | ------- | --------- | ------------- | --------- | --------- | ------ | ------------------------ | --------------------------------- |
| MT5700 |         | 5701-5730 | 1993          | 30        | Automotor |        | Fiat                     | Folosit pentru servicii regionale |

### Vagoane de călători
| Model           | Imagine | Construite în | Tip                                                                     | Constructor (Proiectant) |
| --------------- | ------- | ------------- | ----------------------------------------------------------------------- | ------------------------ |
| Flota regională |         | 1972          | Compartimente                                                           | TÜVASAȘ                  |
| Pullman Fleet   |         | 1980–1990     | Compartimente, cușete, vagoane-restaurant, generator                    | TÜVASAȘ                  |
| TVS2000         |         | 1992          | Compartimente, vagoane-restaurant, cușete, vagoane de dormit, generator | TÜVASAȘ                  |